# Nebulosa di Orione
La Nebulosa di Orione (nota anche come Messier 42 o M 42, NGC 1976) è una delle nebulose diffuse più brillanti del cielo notturno. Chiaramente riconoscibile a occhio nudo come un oggetto di natura non stellare, è posta a sud del famoso asterismo della Cintura di Orione, al centro della cosiddetta Spada di Orione, nell'omonima costellazione.
Posta a una distanza di circa 1 500 anni luce dalla Terra, si estende per circa 24 anni luce ed è una tra le regioni di formazione stellare più vicine al sistema solare. Vecchie pubblicazioni si riferiscono a questa nebulosa col nome di Grande Nebulosa, mentre più anticamente i testi astrologici riportavano lo stesso nome della stella Eta Orionis, Ensis (la spada), che però si trova in un'altra parte della costellazione. Si tratta di uno degli oggetti più fotografati e studiati della volta celeste, ed è sotto costante controllo a causa dei fenomeni celesti che hanno luogo al suo interno; gli astronomi hanno scoperto nelle sue regioni più interne dischi protoplanetari, nane brune e intensi movimenti di gas e polveri.
La Nebulosa di Orione contiene al suo interno un ammasso aperto molto giovane, noto come Trapezio. Le osservazioni con i più potenti telescopi (specialmente il telescopio spaziale Hubble) hanno rivelato molte stelle circondate da anelli di polveri, probabilmente il primo stadio della formazione di un sistema planetario.
La nebulosa è stata riconosciuta come tale nel 1610 da un avvocato francese, Nicolas-Claude Fabri de Peiresc (1580-1637), anche se, date le dimensioni e la luminosità, era certamente conosciuta anche in epoche preistoriche. Tolomeo la identificava come una stella della spada di Orione, di magnitudine 3.

## Osservazione amatoriale
La Nebulosa di Orione è un oggetto dell'emisfero australe, ma è talmente prossimo all'equatore celeste da risultare visibile da tutte le aree abitate della Terra. Si presenta circumpolare solo in prossimità del polo sud, mentre appare visibile sopra l'orizzonte anche diversi gradi a nord del circolo polare artico. A causa della sua luminosità, può essere osservata anche dai centri urbani senza difficoltà, sebbene appaia a occhio nudo come una "stella" sfocata.
La nebulosa è ben visibile durante i mesi compresi tra novembre e marzo e può essere facilmente identificata grazie alla celebre sequenza di tre stelle nota come Cintura di Orione: a sud di quest'asterismo si nota un gruppo di stelle disposte in senso nord-sud (la Spada di Orione), la cui "stella" centrale è in realtà proprio la Nebulosa di Orione. A occhio nudo ha un aspetto nettamente nebuloso, che continua a mostrarsi tale anche con piccoli binocoli; uno strumento più potente è sufficiente per individuare, al suo interno, un gruppo di stelline azzurre, quattro delle quali sono disposte a formare un trapezio.

## Decorso osservativo

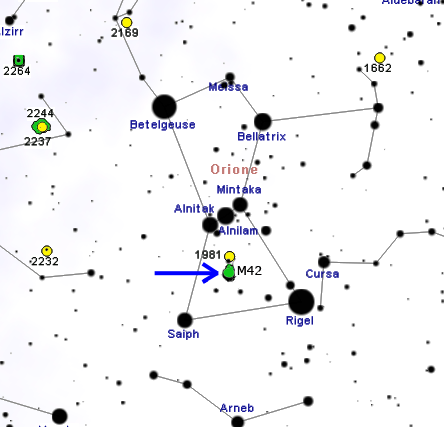
La costellazione di Orione, tagliata in due dall'equatore celeste (la linea orizzontale sopra le tre stelle della cintura); la linea verticale a sinistra di Betelgeuse corrisponde alle 6h di ascensione retta

L'attuale posizione della Nebulosa di Orione fa sì che, come si è detto, sia visibile da tutte le aree popolate della Terra. Tuttavia è noto che, a causa del fenomeno conosciuto come precessione degli equinozi, le coordinate celesti di stelle e costellazioni possono variare sensibilmente, a seconda della loro distanza dal polo nord e sud dell'eclittica.
L'ascensione retta attuale della Nebulosa corrisponde a 5h 35m, ossia relativamente prossima alle 6h di ascensione retta, che corrispondono, per la gran parte degli oggetti celesti, alla declinazione più settentrionale che un oggetto possa raggiungere (si noti come l'intersezione dell'eclittica con le 6h di ascensione retta corrisponda al solstizio d'estate); nel caso della Nebulosa di Orione, i 5° di declinazione sud.
Nell'epoca precessionale opposta alla nostra (avvenuta circa 12 000 anni fa), la Nebulosa di Orione aveva un'ascensione retta opposta a quella attuale, ossia prossima alle 18h; in quel punto, gli oggetti celesti raggiungono, tranne nelle aree più prossime al polo sud dell'eclittica, il punto più meridionale. Sottraendo agli attuali -5° un valore di 47° (pari al doppio dell'angolo di inclinazione dell'asse terrestre), si ottiene un valore di -52°, ossia una declinazione fortemente australe, che fa sì che la Nebulosa di Orione potesse essere osservata solo a sud del 38º parallelo nord (le coste tunisine); ne consegue che in tutta l'Europa, in parte dell'America settentrionale e dell'Asia settentrionale la nebulosa restava sempre al di sotto dell'orizzonte.
Fra circa 400 anni, la nebulosa raggiungerà le 6h di ascensione retta; dopo di che incomincerà a scendere a latitudini sempre più australi.

## Storia delle osservazioni

### Le origini

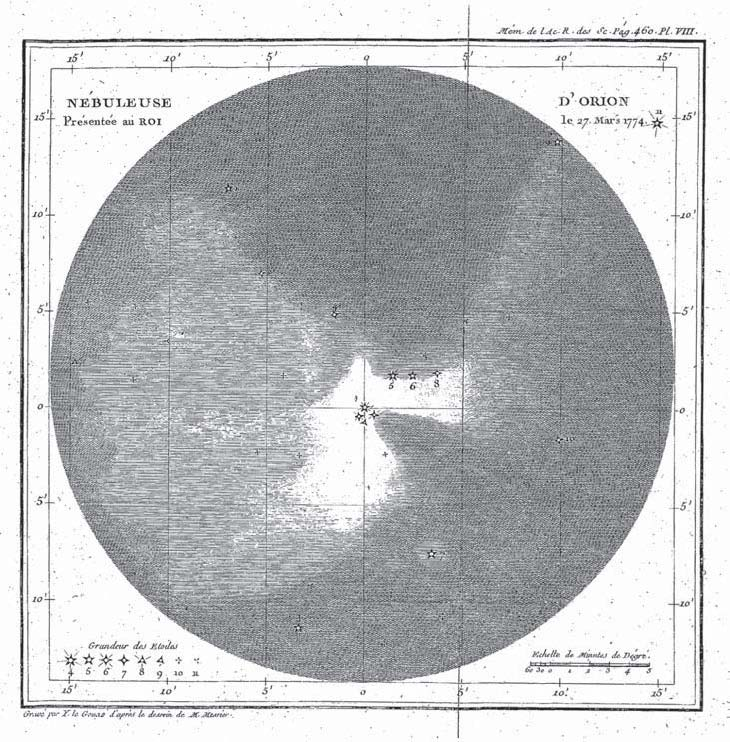
Illustrazione della nebulosa di Orione ad opera di Messier nel 1771, Mémoires de l'Académie Royale

Secondo un racconto popolare di origine Maya, l'area della costellazione di Orione era parte di un settore celeste noto come Xibalba, l'oltretomba. Al centro includeva una macchia di fuoco ardente, che corrispondeva appunto alla Nebulosa di Orione. Appare dunque evidente che i Maya, senza l'uso di telescopi, notarono che quest'oggetto aveva caratteristiche diverse dalle stelle, la cui luce è scintillante, ma netta.
Sebbene la nebulosa sia chiaramente visibile come tale anche senza l'ausilio di strumenti, sembra strano che non ci sia menzione di questa sua caratteristica nebulosità prima del XVII secolo. In particolare, né l'Almagesto di Claudio Tolomeo, né il Libro delle stelle fisse di Al Sufi cita questa nebulosa, nonostante altri oggetti più o meno apparentemente nebulosi e più o meno luminosi siano citati. Curiosamente, neppure Galileo Galilei la cita, nonostante le sue osservazioni condotte con il suo cannocchiale nel 1610 e 1617 proprio in quest'area di cielo. Questi fatti hanno dato luogo a delle speculazioni secondo cui la luminosità della nebulosa sarebbe aumentata notevolmente a seguito dell'aumento di luminosità delle sue stelle interne.
La prima menzione della Nebulosa come tale risale solo al 1610, per opera di Nicolas-Claude Fabri de Peiresc, come risulta dalle sue annotazioni. Johann Baptist Cysat di Lucerna, un astronomo gesuita, fu il primo a pubblicare delle note sulla nebulosa (sebbene con alcune ambiguità), in un libro sulle comete edito nel 1618. Fu scoperta indipendentemente negli anni successivi da alcuni astronomi importanti dell'epoca, come Christiaan Huygens nel 1656 (il quale pubblicò un primo abbozzo nel 1659). Charles Messier notò per la prima volta la nebulosa il 4 marzo del 1769, nella quale vide pure tre delle stelle del Trapezio. In realtà, la prima osservazione di queste tre stelle è ora accreditata a Galileo, che sembra le avesse osservate già nel 1617, mentre, come detto, non riportò nei suoi scritti notizia della nebulosa circostante; probabilmente ciò è dovuto al campo ristretto del suo cannocchiale. Il Messier pubblicò la prima edizione del suo famoso Catalogo nel 1774. La Nebulosa di Orione fu in questa lista identificata col numero 42, da cui deriva la sua sigla ben nota di M42.

### Studi sulla nebulosità

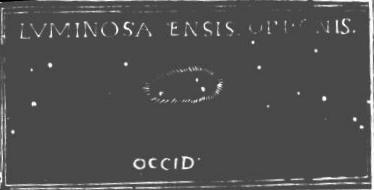
La Nebulosa di Orione, vista e disegnata da Giovanni Battista Hodierna

Con l'introduzione della spettroscopia per opera di William Huggins, fu appurata, nel 1865, la natura gassosa della nebulosa. Henry Draper scattò la prima astrofoto della Nebulosa di Orione la mattina del 30 settembre 1880, passata poi alla storia come la prima foto del cielo profondo della storia.
Nel 1902, Vogel ed Eberhard scoprirono delle differenze di velocità all'interno della nebulosa e dal 1914 gli astronomi hanno utilizzato l'interferometro a Marsiglia per misurare i moti di rotazione e quelli irregolari. Campbell e Moore confermarono questi risultati tramite l'uso di spettrografi, dimostrando la presenza di turbolenze all'interno della nebulosa.
Nel 1931, Trumpler notò che le stelle più luminose vicino al Trapezio formano un ammasso, e fu il primo a dare il nome "Ammasso del Trapezio" all'insieme. Basandosi sulla loro magnitudine e sul loro tipo spettrale, ipotizzò una distanza dell'oggetto di circa 1 800 anni luce. Questo valore accorciò di tre volte le stime di distanza indicate all'epoca, sebbene fosse comunque ancora troppo elevato rispetto alle valutazioni moderne.
Nel 1993, il Telescopio Spaziale Hubble fece la sua prima osservazione della Nebulosa di Orione: da allora, il telescopio ha condotto numerosi studi; le sue immagini sono state utilizzate per creare modelli dettagliati in tre dimensioni della nebulosa. Attorno alle stelle di nuova generazione sono stati osservati dei dischi protoplanetari, mentre venivano studiati gli effetti distruttivi degli alti livelli di ultravioletti originati dalle stelle più massive.
Nel 2005 termina la campagna fotografica di immagini a elevatissimo dettaglio mai prese prima della Nebulosa di Orione, per opera del Telescopio Spaziale Hubble. Queste immagini sono state riprese durante 104 orbite del telescopio; rivelano oltre 3 000 stelle di magnitudine apparente fino alla ventitreesima, incluse minuscole nane brune, delle quali alcune sembra siano doppie. Un anno dopo, gli scienziati del programma spaziale Hubble hanno annunciato la prima scoperta della massa di una coppia di nane brune che si eclissano a vicenda, catalogate come 2MASS J05352184 – 0546085. Le componenti della coppia, situata nella Nebulosa di Orione, hanno una massa di circa 0,054 M☉ e 0,034 M☉ rispettivamente, con un periodo orbitale di 9,8 giorni. Sorprendentemente, la stella più massiva delle due sembra essere anche la meno luminosa.

## Caratteristiche

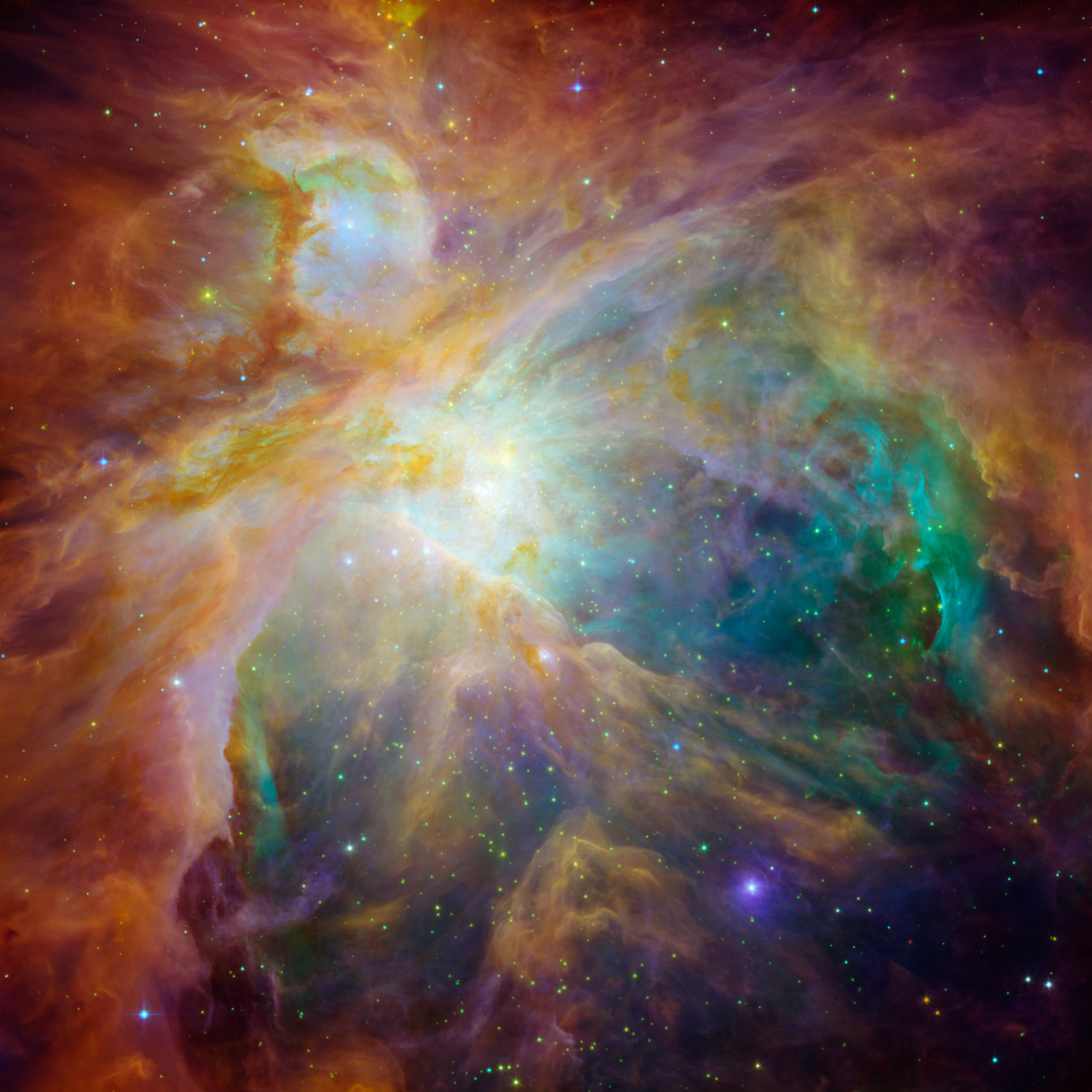
Questa immagine in falsi colori ripresa dal Telescopio Spaziale Hubble mostra la grande varietà di sfumature della Nebulosa di Orione

La Nebulosa di Orione fa parte di un vasto complesso di nebulosità noto come Complesso nebuloso molecolare di Orione. Il complesso si estende attraverso l'intera costellazione di Orione, includendo l'Anello di Barnard, la Nebulosa Testa di Cavallo, M43 e la Nebulosa Fiamma. Il forte processo di formazione stellare fa sì che questo sistema nebuloso sia particolarmente visibile nell'infrarosso.
La nebulosa è visibile a occhio nudo anche dalle aree urbane, in cui è forte l'inquinamento luminoso; appare come una "stella" un po' nebulosa al centro della spada di Orione, un asterismo composto da tre stelle disposte in senso nord-sud, visibile poco a sud della Cintura di Orione. Tale caratteristica nebulosità è ben accentuata attraverso binocoli o telescopi amatoriali.
La Nebulosa di Orione contiene un giovanissimo ammasso aperto, noto come Trapezio a causa della disposizione delle sue stelle principali; due di queste possono essere risolte nelle loro componenti binarie nelle notti propizie. Il Trapezio potrebbe essere parte del grande Ammasso della Nebulosa di Orione, un'associazione di circa 2 000 stelle con un diametro di 20 anni luce. Fino a due milioni di anni fa questo ammasso potrebbe aver ospitato quelle che ora sono note come le stelle fuggitive, ossia AE Aurigae, 53 Arietis e Mu Columbae, le quali si dirigono in direzioni opposte all'ammasso con una velocità superiore ai 100 km/s.
Le osservazioni hanno permesso di scorgere sulla nebulosa una tinta di colore verdastro, che si aggiunge alle regioni di marcato colore rosso e blu-violetto. L'alone rosso è ben noto, essendo causato dalla radiazione H-alfa alla lunghezza d'onda di 656,39 nm. Il blu-violetto è dovuto invece alla radiazione riflessa proveniente dalle stelle di classe O, di grande massa e di colore blu.
Il verde invece è stato un enigma per gli studiosi fino alla prima metà del XX secolo, poiché le cause delle linee spettrali sul verde non erano conosciute. Tra le varie speculazioni vi fu quella che affermava che le linee verdi sarebbero state causate da un elemento nuovo, a cui fu dato il nome di "nebulium". Con lo studio della fisica atomica fu in seguito determinato che lo spettro verde è causato da un fenomeno noto come "transizione proibita", ossia la transizione a bassa probabilità di un elettrone in un atomo di ossigeno doppiamente ionizzato. Questa radiazione è però impossibile da riprodurre in laboratorio, poiché dipende dall'ambiente peculiare possibile solo nello spazio profondo.

## Struttura

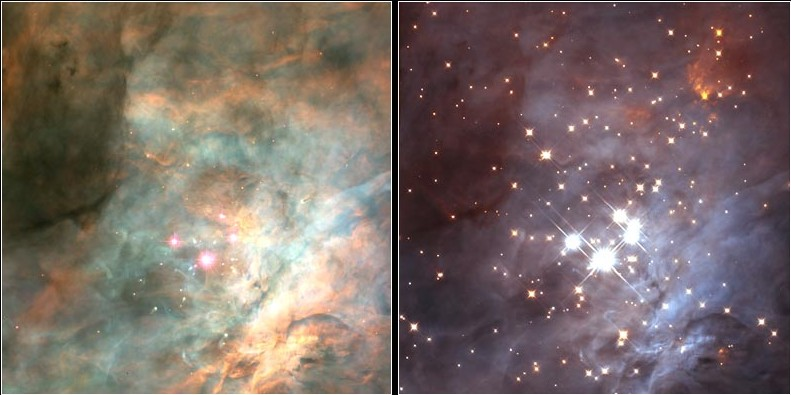
Le immagini ottiche rivelano nubi di gas e polveri nella Nebulosa di Orione; l'immagine all'infrarosso (a destra) mostra l'ammasso del Trapezio, con nuove stelle in formazione. Immagini NASA.

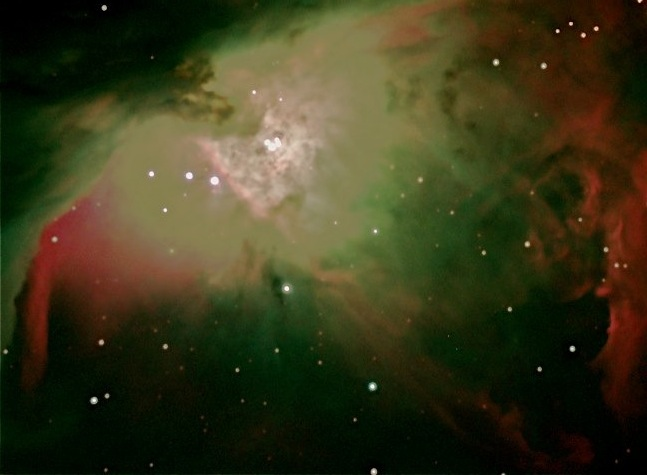
Una ripresa effettuata con filtri Halfa (Red), Oii (Green), Hbeta (Blu)

L'intera area occupata dalla Nebulosa di Orione si estende su una regione di cielo di 10° di diametro, includendo nubi interstellari, associazioni stellari, volumi di gas ionizzato e nebulose a riflessione.
La nebulosa possiede una forma grosso modo circolare, la cui massima densità si trova in prossimità del centro; la sua temperatura si aggira mediamente sui 10000 K, ma scende notevolmente lungo i bordi della nebulosa. Diversamente alla distribuzione della sua densità, la nube mostra una variazione di velocità e turbolenza in particolare nelle regioni centrali. I movimenti relativi superano i 10,3 km/s, con variazioni locali fino ai 50 km/s e forse superiori.
Gli attuali modelli astronomici della nebulosa mostrano una regione grosso modo centrata sulla stella θ1 Orionis C, nell'Ammasso del Trapezio, la stella responsabile della gran parte della radiazione ultravioletta osservata. Questa regione è circondata da un'altra nube ad alta densità, di forma concava e irregolare, ma più neutra, con campi di gas neutro che giacciono all'esterno della concavità.
A pochi primi in direzione nord-ovest da questa stella si trova uno dei complessi nebulosi molecolari più notevoli dell'intera Nebulosa; in quest'area, nota come OMC-1, il processo di formazione stellare è notevolmente accelerato, sia per la densità dei banchi di gas e polveri, sia per la radiazione e il vento stellare di θ1 Orionis C.
Gli studiosi hanno dato dei nomi alle varie strutture interne alla Nebulosa di Orione: la fascia scura che si estende da nord intorno alla brillante regione centrale è chiamata Bocca di pesce; le regioni illuminate da entrambi i lati sono chiamate Ali. I nomi di altre strutture sono La spada, La Vela e altri ancora.

## Fenomeni di formazione stellare

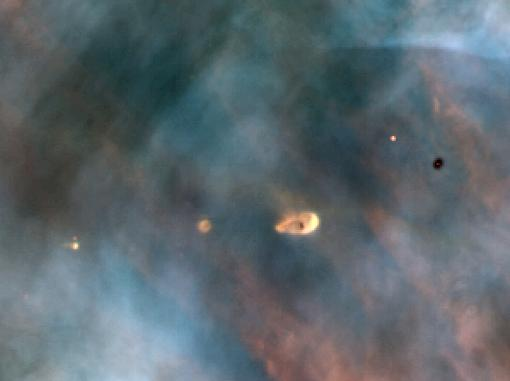
Dischi protoplanetari nella Nebulosa di Orione ripresi col Telescopio Spaziale Hubble

La Nebulosa di Orione è un esempio di "fornace" in cui le stelle prendono vita; varie osservazioni hanno infatti rilevato all'interno della nebulosa circa 700 stelle in vari stadi di sviluppo.
Recenti osservazioni col Telescopio Spaziale Hubble hanno scoperto un numero così elevato di dischi protoplanetari, che al giorno d'oggi la gran parte di quelli conosciuti sono stati osservati entro questa nebulosa. Il telescopio Hubble ha infatti rilevato più di 150 dischi protoplanetari, che sono considerati come lo stadio primario dell'evoluzione dei sistemi planetari. Questi dati sono utilizzati come evidenza che ogni sistema planetario ha origini simili in tutto l'Universo.
Le stelle si formano quando nubi di idrogeno molecolare e altri gas in una regione H II si contraggono a causa della loro stessa gravità. Come il gas collassa, la nube centrale cresce rapidamente e il gas interno si riscalda a causa della conversione dell'energia potenziale gravitazionale in energia termica. Se la temperatura e la pressione raggiungono un livello sufficientemente alto, inizia la fusione nucleare che dà origine alla protostella.

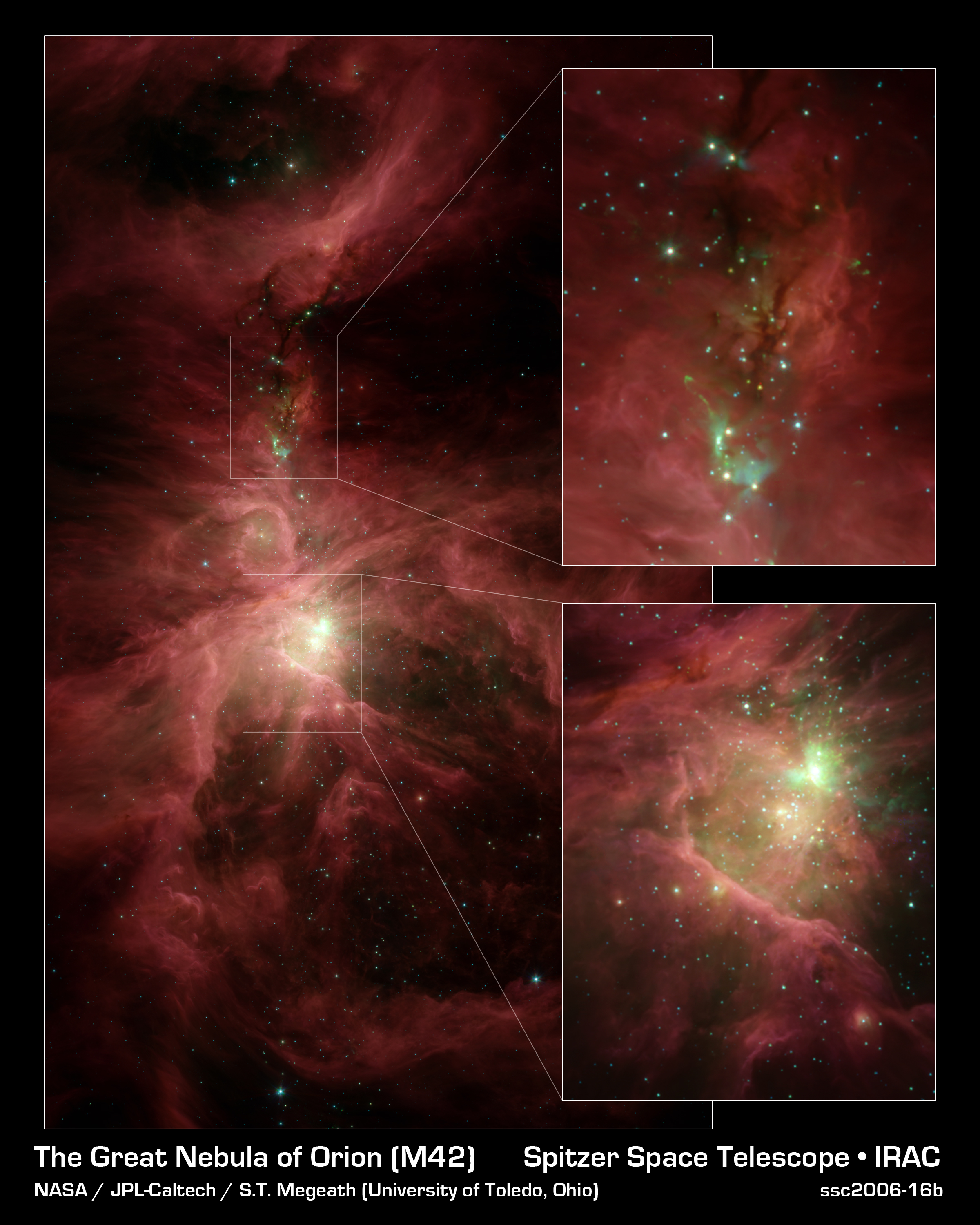
Le immagini all'infrarosso del Telescopio Spaziale Spitzer rivelano aree non visibili nella banda del visibile

Di solito, un'altra nube di materia resta al di fuori della stella prima dell'innesco del meccanismo di fusione; questa nube in avanzo, in parte formata anche dai getti del materiale del disco troppo veloce per essere catturato dalla protostella, va a formare il disco protoplanetario della medesima, al cui interno può avvenire la formazione di pianeti. Recenti osservazioni all'infrarosso hanno mostrato come i granuli di polvere di questi dischi possano accrescersi, diventando la base di formazione dei planetesimi. In particolare queste osservazioni all'infrarosso hanno condotto alla individuazione di una classe di dischi detti "Peter Pan".
Una volta che la protostella entra nella fase di sequenza principale, è classificata come stella a tutti gli effetti. Le osservazioni mostrano che, sebbene la gran parte dei dischi planetari possa formare pianeti, l'intensa radiazione stellare dovrebbe distruggere tali dischi attorno alle stelle vicino al Trapezio, se questo gruppo fosse così vecchio quanto le stelle di massa inferiore presenti nell'ammasso circostante. Da quando sono stati scoperti dischi protoplanetari anche in stelle molto vicine all'Ammasso del Trapezio, può esserne dedotto che queste stelle sono molto più giovani rispetto a quelle circostanti.

### Effetti dei venti stellari

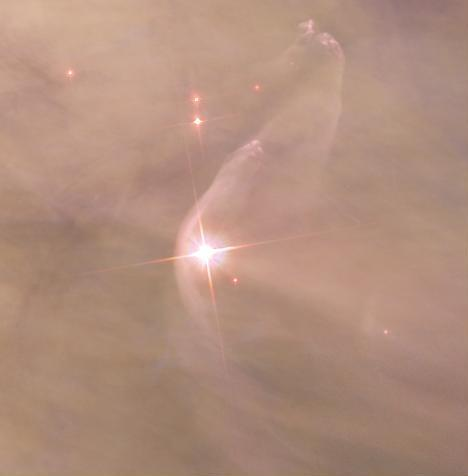
Un bow shock stellare ripreso dal telescopio Hubble all'interno della Nebulosa di Orione

Una volta formate, le stelle all'interno della nebulosa emettono una corrente di particelle cariche nota come vento stellare. Le stelle più massicce del gruppo OB e le stelle più giovani hanno un vento stellare molto più forte di quello del nostro Sole. Il vento forma onde d'urto nel momento in cui incontra il gas della nebulosa, il quale quindi forma nubi intense di gas. L'onda d'urto derivata dal vento stellare gioca dunque un ruolo fondamentale nel fenomeno della formazione stellare, compattando le nubi di gas, creando densità non omogenee e causando infine il collasso della nube, in un effetto a catena che alla fine interesserà l'intera nebulosa.
Ci sono tre differenti tipi di onde d'urto nella Nebulosa di Orione. Molti meccanismi sono spiegati alla voce Oggetto di Herbig-Haro.
- Bow shock: sono fermi e hanno origine quando due correnti di particelle collidono tra loro; si rinvengono vicino alle stelle più calde della nebulosa, dove il vento stellare viaggia alla velocità di migliaia di chilometri al secondo, e nelle regioni esterne della nebulosa, dove la loro velocità si aggira sulle decine di chilometri al secondo.[38]
- Jet-driven shock, letteralmente "urto provocato da un getto": si formano da getti di materiale che fuoriescono dalle neonate stelle T Tauri; questi getti ristretti viaggiano a centinaia di chilometri al secondo, urtando il gas che si muove a velocità ridotta.
- Urti distorti: appaiono a forma di arco e sono prodotti quando un jet-driven shock incontra gas che si muovono in direzioni diverse.

Le dinamiche dei movimenti di gas in M42 sono dunque molto complesse; l'area intorno alle regioni ionizzate è attualmente in contrazione sotto l'effetto della sua stessa gravità.

## Evoluzione

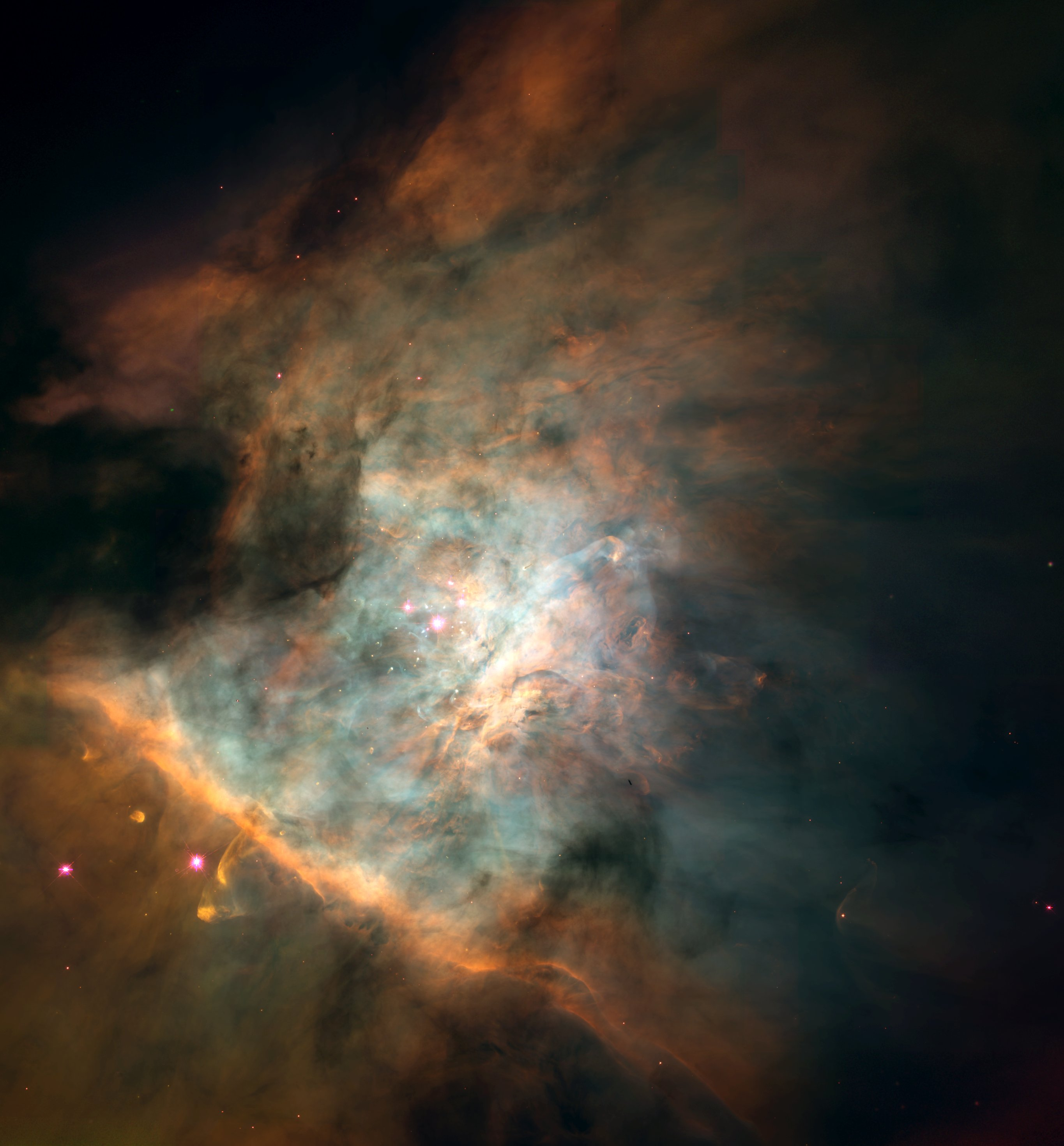
Immagine del centro della nebulosa, presa dal telescopio Hubble. L'immagine ricopre un'area di circa 2,5 anni luce. Il Trapezio sta poco a sinistra del centro. NASA/ESA.

Le nubi interstellari come la Nebulosa di Orione sono state scoperte in tutte le galassie come la Via Lattea. Esse nascono come piccole macchie di idrogeno neutro freddo intramezzato da tracce di altri elementi; la nube può contenere centinaia di migliaia di masse solari ed estendersi per centinaia di anni luce. La leggera forza di gravità che potrebbe portare al collasso della nube è controbilanciata da una debole pressione del gas nella nube.
Sia a causa della collisione con i bracci di spirale, sia a causa delle onde d'urto causate dalle supernovae, gli atomi possono iniziare a precipitare in molecole più pesanti, producendo così una nube molecolare. Ciò preannuncia la formazione di stelle all'interno della nube, il che avviene entro un periodo di 10-30 milioni di anni all'interno di aree instabili, dove i volumi destabilizzati collassano in un disco; questo si concentra nelle regioni centrali, dove si formerà la stella, che potrà essere circondata da un disco protoplanetario. Questo è lo stato attuale della Nebulosa di Orione, con in più stelle nuove che si formano in un processo a catena come descritto sopra. Le stelle più giovani che ora sono visibili nella nebulosa si ritiene abbiano un'età inferiore ai 300 000 anni, mentre la loro luminosità potrebbe essere iniziata da appena 10 000 anni.
Molti di questi collassi possono dare origine a stelle particolarmente massive, in grado di emettere grandi quantità di radiazione ultravioletta. Un esempio di questo fenomeno è dato dall'Ammasso del Trapezio: la radiazione ultravioletta delle stelle massicce al centro della nebulosa allontana il gas e le polveri circostanti in un processo chiamato protoevaporazione. Questo processo è anche responsabile dell'esistenza all'interno della nebulosa di aree "cave", che consentono alle stelle interne di essere vista dalla Terra. Le stelle più grandi del gruppo avranno una vita molto breve, evolvendo rapidamente ed esplodendo come supernovae.
In circa 100 000 anni la gran parte del gas e delle polveri saranno espulse. Ciò che rimarrà andrà a formare un giovane ammasso aperto, composto da stelle giovani e brillanti. Le Pleiadi sono un famoso esempio di questo tipo di ammasso.

## Galleria d'immagini

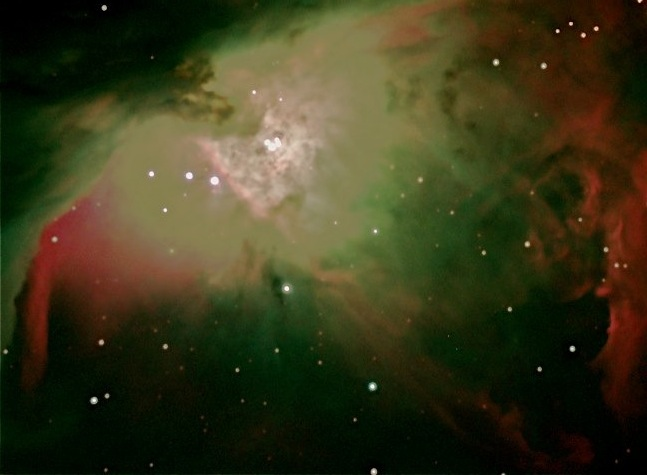
Il nucleo di M42 in cui si vede l'ammasso aperto del Trapezio
La Nebulosa di Orione
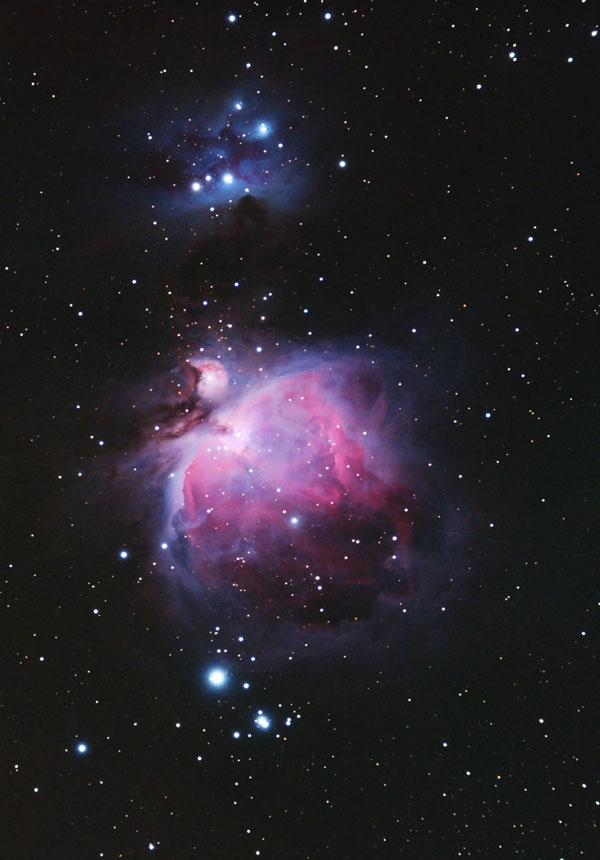
L'area intorno a M42, che mostra l'intero asterismo della Spada di Orione
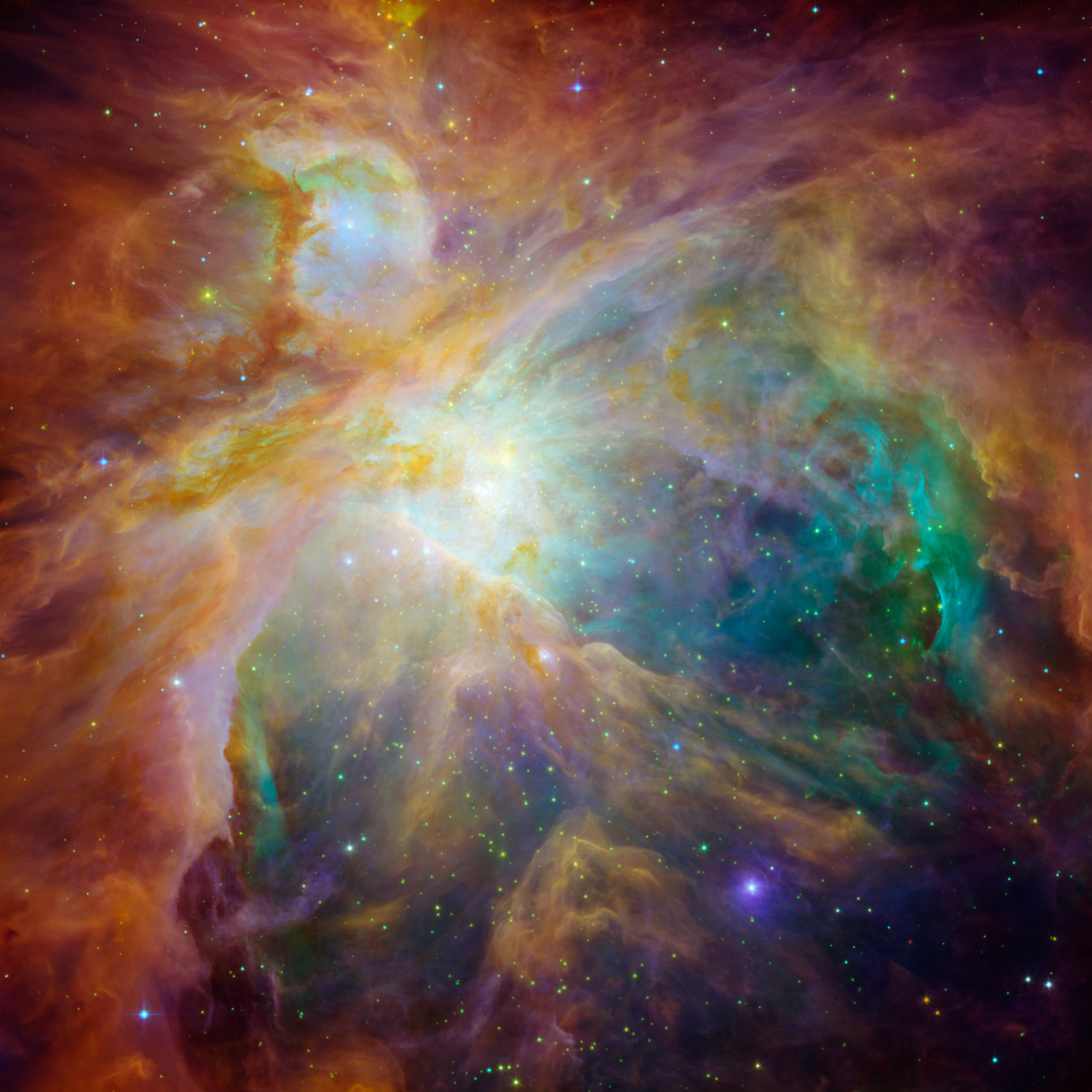
Le regioni centrali della Nebulosa, riprese col Telescopio Spaziale Hubble
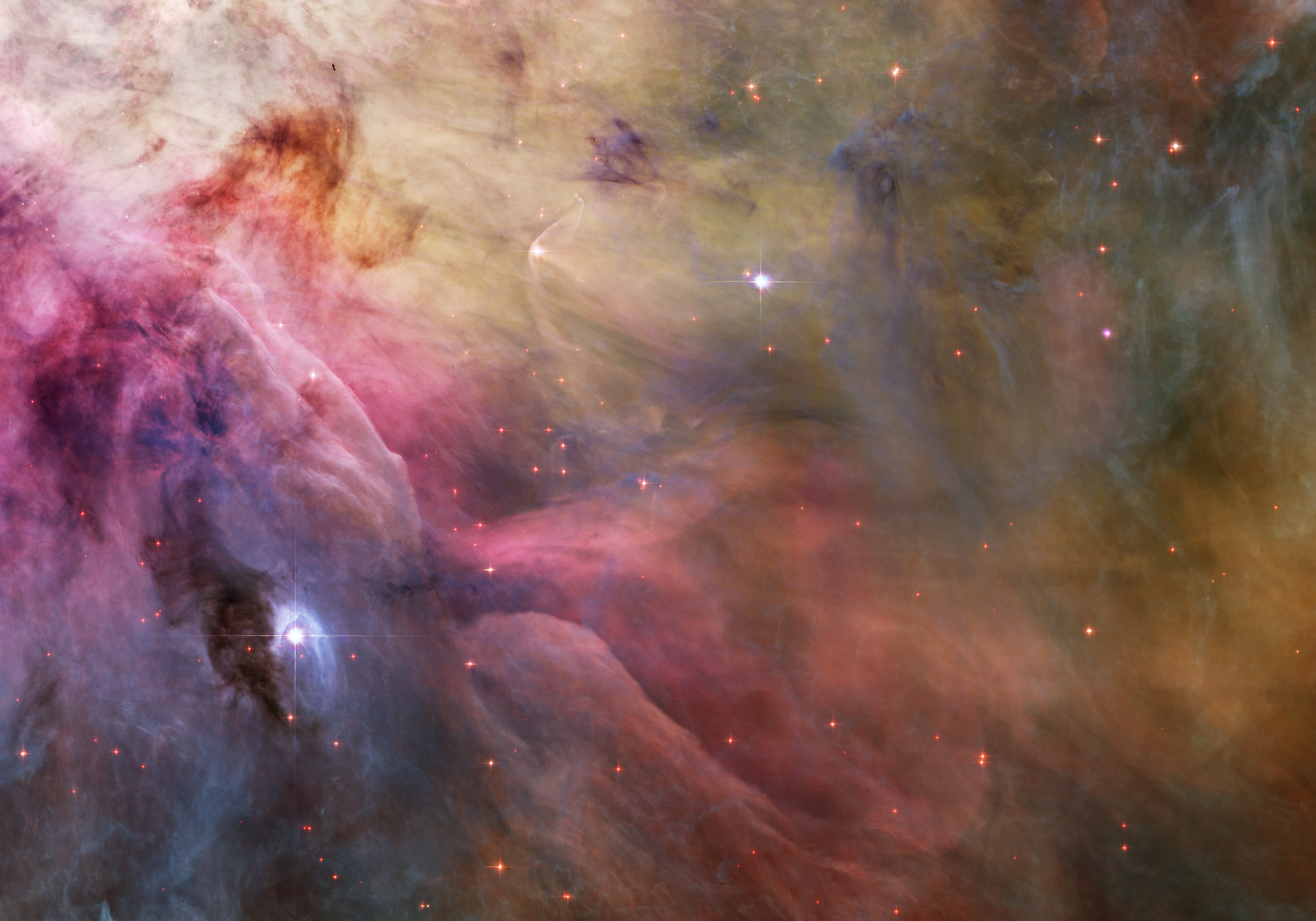
Dettaglio delle regioni a sud del Trapezio
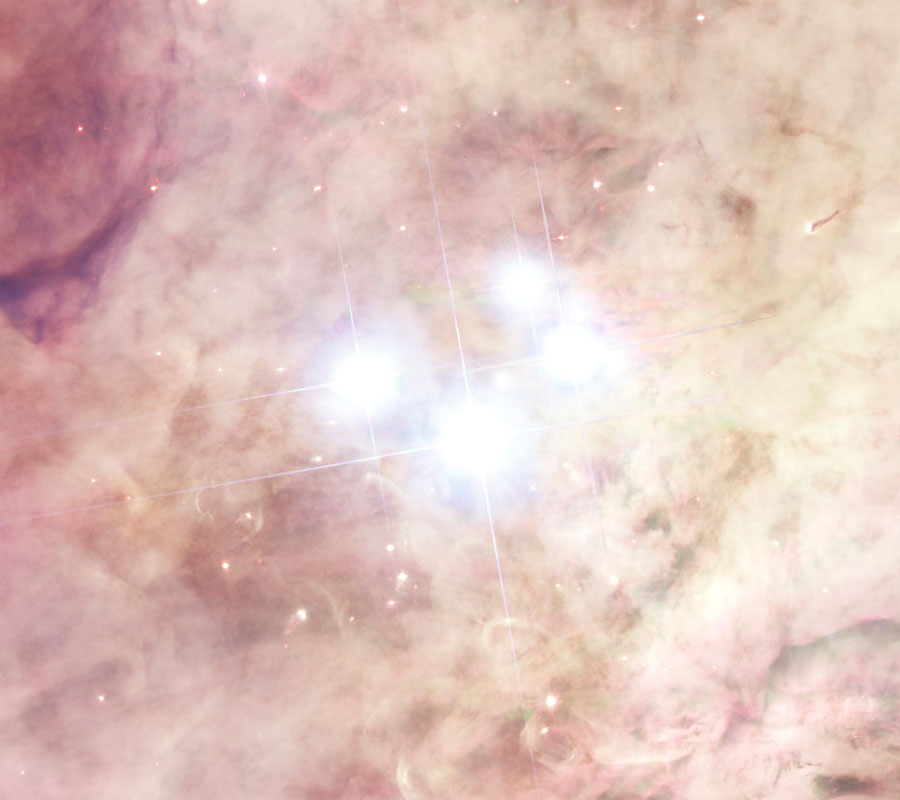
Il Trapezio, al centro della nebulosa
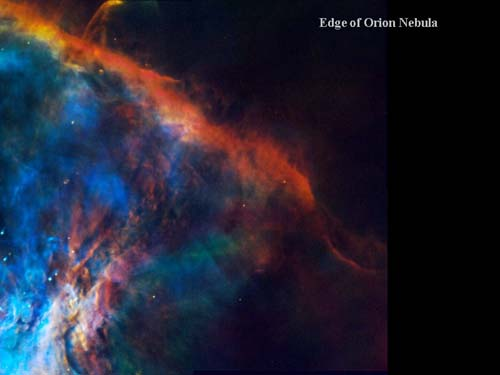
Il bordo superiore della Nebulosa
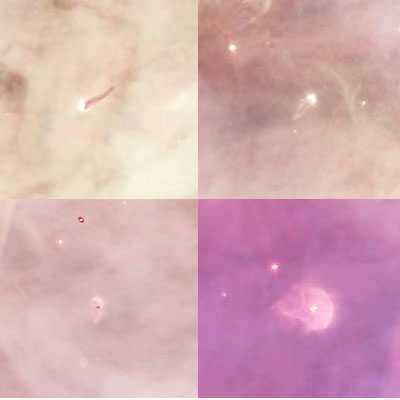
Dischi protoplanetari nella Nebulosa di Orione
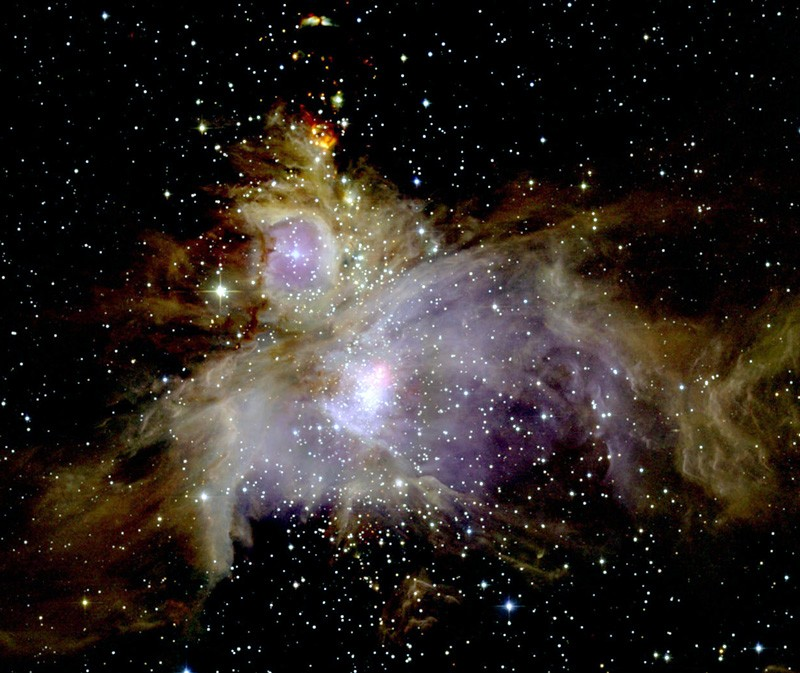
La Nebulosa di Orione vista all'infrarosso
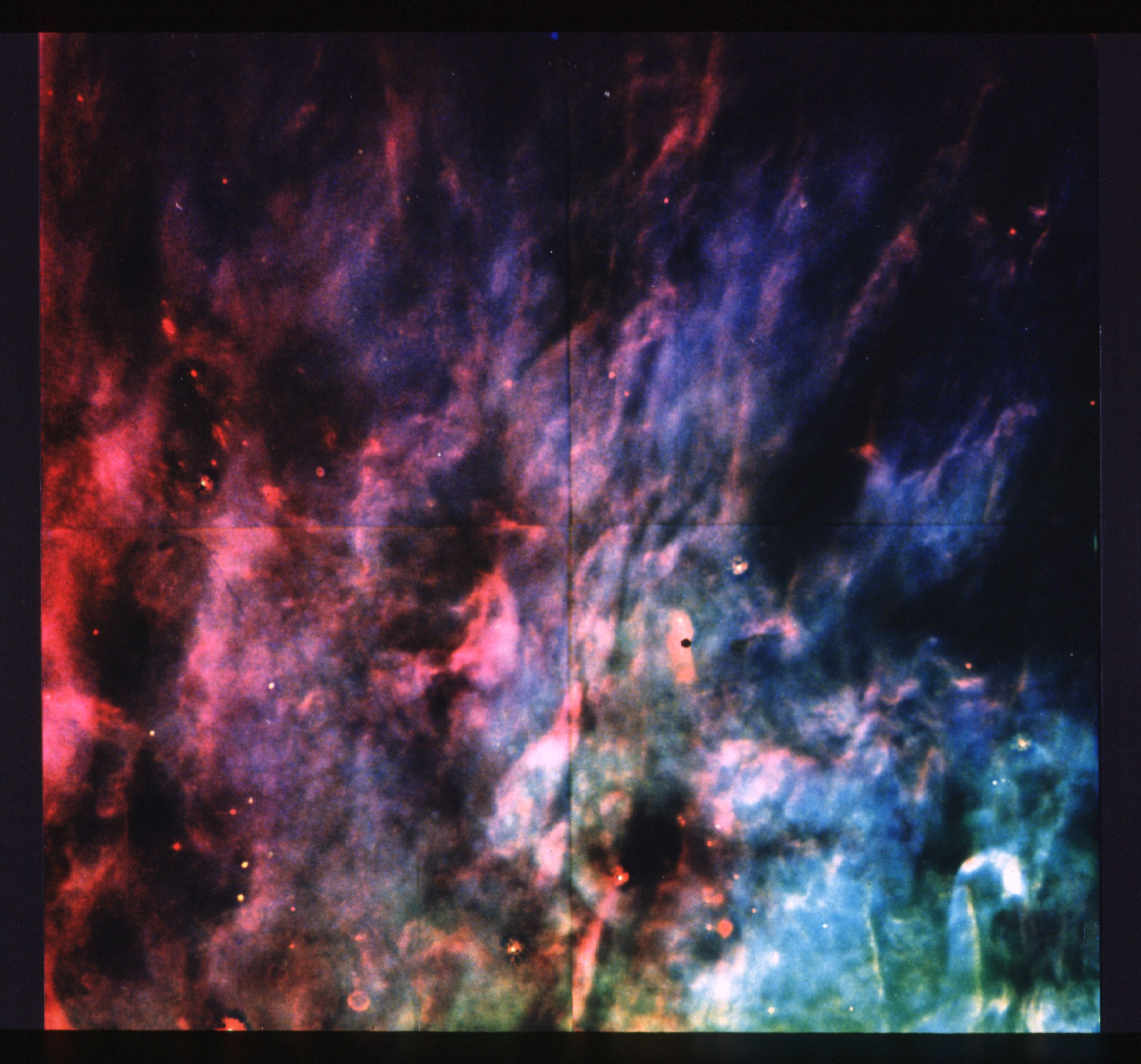
Particolare ripreso dal telescopio Hubble; questa porzione della nebulosa è soprannominata "La tenda"
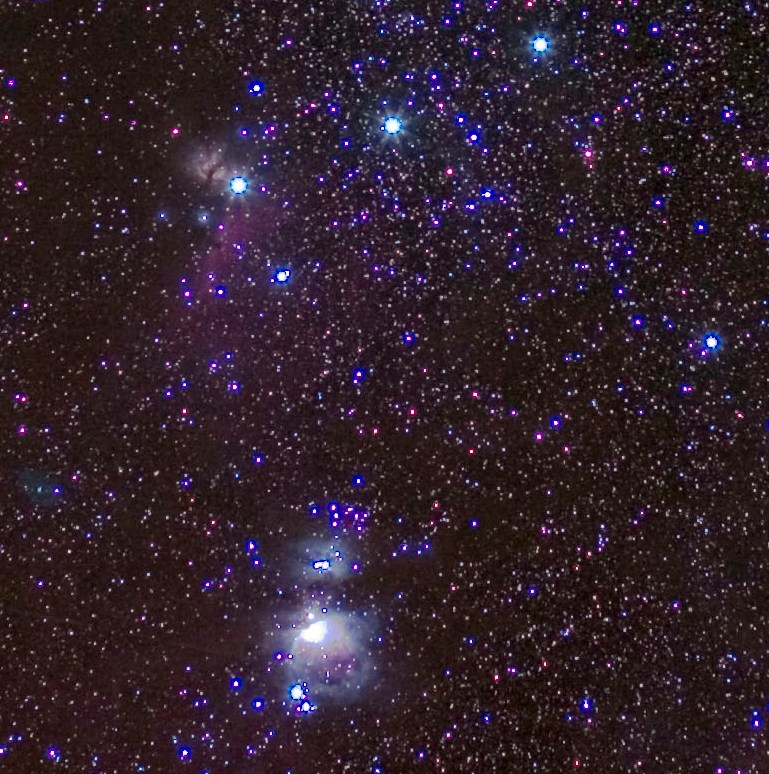
Immagine a grande campo della Nebulosa e delle regioni circostanti
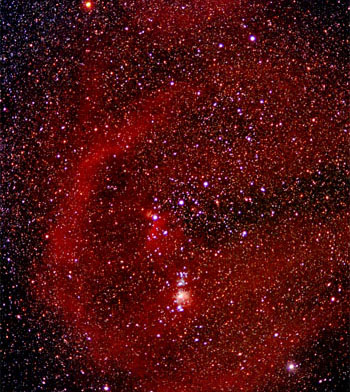
Immagine a grande campo del Complesso nebuloso molecolare di Orione
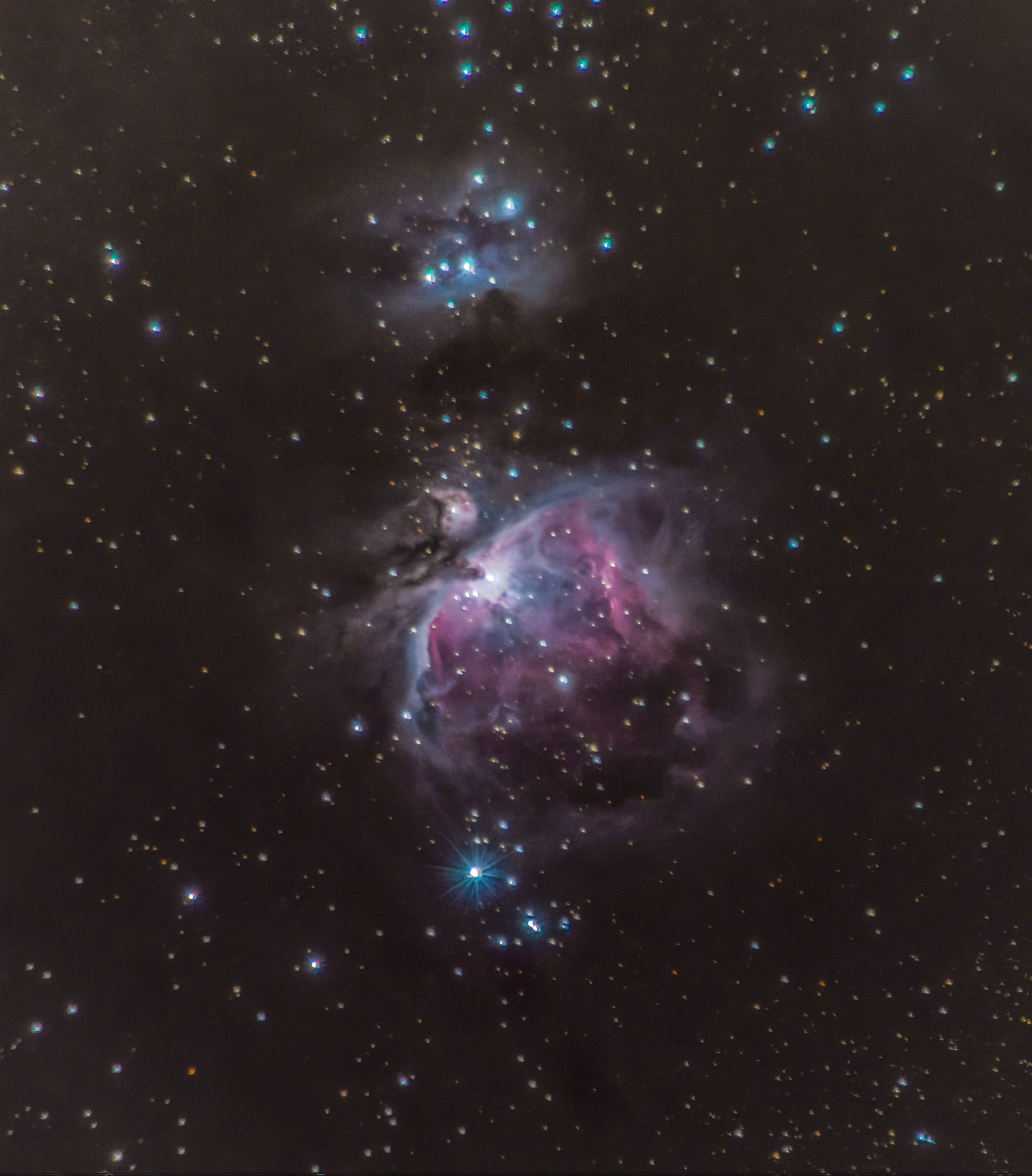
Nebulosa di Orione

### Libri

#### Opere generali
- (EN) Stephen James O'Meara, Deep Sky Companions: The Messier Objects, Cambridge University Press, 1998, ISBN 0-521-55332-6.
- (EN) Robert Burnham, Jr, Burnham's Celestial Handbook: Volume Two, New York, Dover Publications, Inc., 1978.
- (EN) Chaisson e McMillan, Astronomy Today, Englewood Cliffs, Prentice-Hall, Inc., 1993, ISBN 0-13-240085-5.
- (EN) Thomas T. Arny, Explorations: An Introduction to Astronomy, 3 updated, Boston, McGraw-Hill, 2007, ISBN 0-07-321369-1.
- AA.VV, L'Universo - Grande enciclopedia dell'astronomia, Novara, De Agostini, 2002.
- J. Gribbin, Enciclopedia di astronomia e cosmologia, Milano, Garzanti, 2005, ISBN 88-11-50517-8.
- W. Owen et al., Atlante illustrato dell'Universo, Milano, Il Viaggiatore, 2006, ISBN 88-365-3679-4.
- J. Lindstrom, Stelle, galassie e misteri cosmici, Trieste, Editoriale Scienza, 2006, ISBN 88-7307-326-3.

#### Sull'evoluzione stellare
- (EN) C.J. Lada e N.D. Kylafits, The Origin of Stars and Planetary Systems, Kluwer Academic Publishers, 1999, ISBN 0-7923-5909-7.
- A. De Blasi, Le stelle: nascita, evoluzione e morte, Bologna, CLUEB, 2002, ISBN 88-491-1832-5.
- C. Abbondi, Universo in evoluzione dalla nascita alla morte delle stelle, Sandit, 2007, ISBN 88-89150-32-7.
- M. Hack, Dove nascono le stelle. Dalla vita ai quark: un viaggio a ritroso alle origini dell'Universo, Milano, Sperling & Kupfer, 2004, ISBN 88-8274-912-6.

### Carte celesti
- Toshimi Taki, Taki's 8.5 Magnitude Star Atlas, su geocities.jp, 2005. URL consultato il 7 novembre 2010 (archiviato dall'url originale il 5 novembre 2018). - Atlante celeste liberamente scaricabile in formato PDF.
- Tirion, Rappaport, Lovi, Uranometria 2000.0 - Volume II - The Southern Hemisphere to +6°, Richmond, Virginia, USA, Willmann-Bell, inc., 1987, ISBN 0-943396-15-8.
- Tirion, Sinnott, Sky Atlas 2000.0, 2ª ed., Cambridge, USA, Cambridge University Press, 1998, ISBN 0-933346-90-5.
- Tirion, The Cambridge Star Atlas 2000.0, 3ª ed., Cambridge, USA, Cambridge University Press, 2001, ISBN 0-521-80084-6.

### Argomenti generali
- Catalogo di Messier
- New General Catalogue
- Nebulosa
- Nebulose nella cultura popolare
- Orione (costellazione)
- Regione H II

### Argomenti specifici
- Complesso nebuloso molecolare di Orione
- Nebulosa De Mairan
- Spada di Orione
- Trapezio (astronomia)